# Българска енциклопедия (Братя Данчови)
Вижте пояснителната страница за други значения на Българска енциклопедия.
„Българска енциклопедия“ е първата българска енциклопедия с общоенциклопедична тематика. Съставена е през 1936 г. от двамата братя лексикографи Никола Данчов и Иван Данчов. Известна е още като „Българска Енциклопедия. А – Ѫ“ и „Енциклопедия на Братя Данчови“.
В предговора ̀и авторите пишат: „Нашата задача беше в рамките на един том да вложим всичко, каквото трябва да съдържа една енциклопедия: – да дадем една книга както за осведомяване и справки, т.е. изобилна с точни факти и данни, тъй и за четене: сочна и интересна“.
Енциклопедията е била съставяна в продължение на няколко години, но където е било необходимо, информацията е била обновявана до последния момент преди издаването. Демографските данни за България в нея са от последното преди 1936 г. преброяване на населението, направено през 1934 г. За времето си това е най-съвременният и пълен източник на енциклопедично знание на български език. Използвани са материали, предоставени от Българската академия на науките, Софийската народна библиотека, библиотеката на Министерството на външните работи и на изповеданията, официални издания и трудове на чужди учени и енциклопедисти.
От енциклопедията на братя Данчови се утвърждават с неправилни транскрипции географски названия и имена на личности до наши дни. За географски обекти, за които има исторически създадени български съответствия, чиито форми са утвърдени в българския език с неправилен правопис е упоменато в Наредба №6 на Държавен вестник от 12 юни 1995 г. Такива примери са: Швеция, Париж, Вашингтон, Лондон, Гьотеборг, Марсилия и др. Примери за личности са: Уилям Шекспир, Марк Твен, Джек Лондон, Джордж Вашингтон, Август Стриндберг, Олаф и др.
През 1995 г. излиза фототипно издание в два тома на енциклопедията, като първият том е от 800 страници и съдържа думи от буква А до буква К, а вторият том е от страница 801 до страница 1720, и съдържа думи от буква Л до буква Я.